# (2227) Otto Struve
(2227) Otto Struve est un astéroïde de la ceinture principale, découvert à l'observatoire Goethe Link près de Brooklyn, dans l'Indiana. Il est nommé d'après l'astronome américain Otto Struve.